# كريس جورج (لاعب كرة قاعدة)
كريس جورج (بالإنجليزية: Chris George)‏ هو لاعب كرة قاعدة أمريكي، ولد في 16 سبتمبر 1979 في هيوستن في الولايات المتحدة.

## وصلات خارجية
- كريس جورج (لاعب كرة قاعدة) على موقع دوري كرة القاعدة الرئيسي (الإنجليزية)
- كريس جورج (لاعب كرة قاعدة) على موقعبيزبول رفرنس.كوم (الدوري الرئيسي) (الإنجليزية)
- كريس جورج (لاعب كرة قاعدة) على موقعبيزبول رفرنس.كوم (الدوري الثانوي) (الإنجليزية)
- كريس جورج (لاعب كرة قاعدة) على موقع أوليمبيديا (الإنجليزية)